# Vuelta a Castilla y León 2017
La 32.ª edición de la Vuelta a Castilla y León fue una carrera ciclista que se disputó entre el 19 y el 21 de mayo de 2017. Estuvo compuesta por tres etapas, todas en ruta. La carrera comenzó en Aguilar de Campoo y finalizó en León para completar así un recorrido total de 479,9 km.
La carrera formó parte del UCI Europe Tour 2017, dentro de la categoría UCI 2.1.

## Equipos participantes
| WorldTeam- Movistar Team Equipos continentales profesionales (4)- Androni Giocattoli - Caja Rural-Seguros RGA - Direct Énergie - Israel Cycling Academy Equipos continentales (13)- Bicicletas Strongman - Bolivia - Burgos-BH - Efapel - Euskadi Basque Country-Murias - Kuwait-Cartucho.es - LA Alumínios-Metalusa-BlackJack - Lokosphinx - Medellín-Inder - RP-Boavista - Sapura - Sporting-Tavira - W52-FC Porto |
| |

## Etapas
| Etapa     | Fecha     | Recorrido                                 | type                   | Distancia (km) | Ganador              | Líder                |
| --------- | --------- | ----------------------------------------- | ---------------------- | -------------- | -------------------- | -------------------- |
| 1.ª etapa | 19 de may | Aguilar de Campoo – Santibáñez de la Peña | etapa llana            | 168            | Alexandr Yevtushenko | Alexandr Yevtushenko |
| 2.ª etapa | 20 de may | Velilla del Río Carrión – La Camperona    | etapa de media montaña | 166,4          | Jonathan Hivert      | Jonathan Hivert      |
| 3.ª etapa | 21 de may | Ponferrada – León                         | etapa llana            | 145,5          | Carlos Barbero       | Jonathan Hivert      |

### 1ª etapa
| \| Clasificación de la etapa \| Clasificación de la etapa \| Clasificación de la etapa \| Clasificación de la etapa \| Clasificación de la etapa \| \| Ciclista \| Ciclista \| Equipo \| Tiempo \| \| \| ------------------------- \| ---------------------------- \| ----------------------------- \| ------------------------- \| ------------------------- \| \| 1.º \| Alexandr Yevtushenko \| Lokosphinx \| 3 h 58 min 35 s \| \| \| 2.º \| Daniel Mestre \| Efapel \| + 7 s \| \| \| 3.º \| Rafael Reis \| Caja Rural-Seguros RGA \| + 7 s \| \| \| 4.º \| Jonathan Hivert \| Direct Énergie \| + 7 s \| \| \| 5.º \| Dayer Quintana \| Movistar Team \| + 7 s \| \| \| 6.º \| Óscar Rodríguez Garaicoechea \| Euskadi Basque Country-Murias \| + 7 s \| \| \| 7.º \| Daniel Rozo \| Bicicletas Strongman \| + 7 s \| \| \| 8.º \| João Rodrigues \| W52-FC Porto \| + 7 s \| \| \| 9.º \| Mattia Cattaneo \| Androni-Sidermec-Bottecchia \| + 7 s \| \| \| 10.º \| Nicolás Paredes \| Medellín-Inder \| + 7 s \| \| |                              |                               |                 |
| |                              |                               |                 |
| Fuente: ProCyclingStats |                              |                               |                 |
| Clasificación de la etapa |                              |                               |                 |
| Ciclista | Ciclista                     | Equipo                        | Tiempo          |
| 1.º | Alexandr Yevtushenko         | Lokosphinx                    | 3 h 58 min 35 s |
| 2.º | Daniel Mestre                | Efapel                        | + 7 s           |
| 3.º | Rafael Reis                  | Caja Rural-Seguros RGA        | + 7 s           |
| 4.º | Jonathan Hivert              | Direct Énergie                | + 7 s           |
| 5.º | Dayer Quintana               | Movistar Team                 | + 7 s           |
| 6.º | Óscar Rodríguez Garaicoechea | Euskadi Basque Country-Murias | + 7 s           |
| 7.º | Daniel Rozo                  | Bicicletas Strongman          | + 7 s           |
| 8.º | João Rodrigues               | W52-FC Porto                  | + 7 s           |
| 9.º | Mattia Cattaneo              | Androni-Sidermec-Bottecchia   | + 7 s           |
| 10.º | Nicolás Paredes              | Medellín-Inder                | + 7 s           |

| \| Clasificación general \| Clasificación general \| Clasificación general \| Clasificación general \| Clasificación general \| \| Ciclista \| Ciclista \| Equipo \| Tiempo \| \| \| --------------------- \| ---------------------------- \| ----------------------------- \| --------------------- \| --------------------- \| \| 1.º \| Alexandr Yevtushenko \| Lokosphinx \| 3 h 58 min 24 s \| \| \| 2.º \| Daniel Mestre \| Efapel \| + 9 s \| \| \| 3.º \| Rafael Reis \| Caja Rural-Seguros RGA \| + 14 s \| \| \| 4.º \| Jonathan Hivert \| Direct Énergie \| + 15 s \| \| \| 5.º \| Dayer Quintana \| Movistar Team \| + 16 s \| \| \| 6.º \| João Rodrigues \| W52-FC Porto \| + 16 s \| \| \| 7.º \| Mattia Cattaneo \| Androni-Sidermec-Bottecchia \| + 17 s \| \| \| 8.º \| Óscar Rodríguez Garaicoechea \| Euskadi Basque Country-Murias \| + 18 s \| \| \| 9.º \| Daniel Rozo \| Bicicletas Strongman \| + 18 s \| \| \| 10.º \| Nicolás Paredes \| Medellín-Inder \| + 18 s \| \| |                              |                               |                 |
| |                              |                               |                 |
| Fuente: ProCyclingStats |                              |                               |                 |
| Clasificación general |                              |                               |                 |
| Ciclista | Ciclista                     | Equipo                        | Tiempo          |
| 1.º | Alexandr Yevtushenko         | Lokosphinx                    | 3 h 58 min 24 s |
| 2.º | Daniel Mestre                | Efapel                        | + 9 s           |
| 3.º | Rafael Reis                  | Caja Rural-Seguros RGA        | + 14 s          |
| 4.º | Jonathan Hivert              | Direct Énergie                | + 15 s          |
| 5.º | Dayer Quintana               | Movistar Team                 | + 16 s          |
| 6.º | João Rodrigues               | W52-FC Porto                  | + 16 s          |
| 7.º | Mattia Cattaneo              | Androni-Sidermec-Bottecchia   | + 17 s          |
| 8.º | Óscar Rodríguez Garaicoechea | Euskadi Basque Country-Murias | + 18 s          |
| 9.º | Daniel Rozo                  | Bicicletas Strongman          | + 18 s          |
| 10.º | Nicolás Paredes              | Medellín-Inder                | + 18 s          |

### 2ª etapa
| \| Clasificación de la etapa \| Clasificación de la etapa \| Clasificación de la etapa \| Clasificación de la etapa \| Clasificación de la etapa \| \| Ciclista \| Ciclista \| Equipo \| Tiempo \| \| \| ------------------------- \| ------------------------- \| --------------------------- \| ------------------------- \| ------------------------- \| \| 1.º \| Jonathan Hivert \| Direct Énergie \| 4 h 12 min 43 s \| \| \| 2.º \| Jaime Rosón \| Caja Rural-Seguros RGA \| + 16 s \| \| \| 3.º \| Henrique Casimiro \| Efapel \| + 31 s \| \| \| 4.º \| Richard Carapaz \| Movistar Team \| + 36 s \| \| \| 5.º \| Frederico Figueiredo \| Sporting-Tavira \| + 40 s \| \| \| 6.º \| Óscar Sevilla \| Medellín-Inder \| + 43 s \| \| \| 7.º \| António Carvalho \| W52-FC Porto \| + 46 s \| \| \| 8.º \| Joaquim Silva \| W52-FC Porto \| + 51 s \| \| \| 9.º \| Rodolfo Torres \| Androni-Sidermec-Bottecchia \| + 1 min 02 s \| \| \| 10.º \| Alessio Taliani \| Androni-Sidermec-Bottecchia \| + 1 min 02 s \| \| |                      |                             |                 |
| |                      |                             |                 |
| Fuente: ProCyclingStats |                      |                             |                 |
| Clasificación de la etapa |                      |                             |                 |
| Ciclista | Ciclista             | Equipo                      | Tiempo          |
| 1.º | Jonathan Hivert      | Direct Énergie              | 4 h 12 min 43 s |
| 2.º | Jaime Rosón          | Caja Rural-Seguros RGA      | + 16 s          |
| 3.º | Henrique Casimiro    | Efapel                      | + 31 s          |
| 4.º | Richard Carapaz      | Movistar Team               | + 36 s          |
| 5.º | Frederico Figueiredo | Sporting-Tavira             | + 40 s          |
| 6.º | Óscar Sevilla        | Medellín-Inder              | + 43 s          |
| 7.º | António Carvalho     | W52-FC Porto                | + 46 s          |
| 8.º | Joaquim Silva        | W52-FC Porto                | + 51 s          |
| 9.º | Rodolfo Torres       | Androni-Sidermec-Bottecchia | + 1 min 02 s    |
| 10.º | Alessio Taliani      | Androni-Sidermec-Bottecchia | + 1 min 02 s    |

| \| Clasificación general \| Clasificación general \| Clasificación general \| Clasificación general \| Clasificación general \| \| Ciclista \| Ciclista \| Equipo \| Tiempo \| \| \| --------------------- \| --------------------- \| --------------------------- \| --------------------- \| --------------------- \| \| 1.º \| Jonathan Hivert \| Direct Énergie \| 8 h 11 min 12 s \| \| \| 2.º \| Jaime Rosón \| Caja Rural-Seguros RGA \| + 38 s \| \| \| 3.º \| Henrique Casimiro \| Efapel \| + 55 s \| \| \| 4.º \| Richard Carapaz \| Movistar Team \| + 1 min 04 s \| \| \| 5.º \| Frederico Figueiredo \| Sporting-Tavira \| + 1 min 08 s \| \| \| 6.º \| Óscar Sevilla \| Medellín-Inder \| + 1 min 11 s \| \| \| 7.º \| António Carvalho \| W52-FC Porto \| + 1 min 14 s \| \| \| 8.º \| Joaquim Silva \| W52-FC Porto \| + 1 min 19 s \| \| \| 9.º \| Rodolfo Torres \| Androni-Sidermec-Bottecchia \| + 1 min 30 s \| \| \| 10.º \| Alessio Taliani \| Androni-Sidermec-Bottecchia \| + 1 min 30 s \| \| |                      |                             |                 |
| |                      |                             |                 |
| Fuente: ProCyclingStats |                      |                             |                 |
| Clasificación general |                      |                             |                 |
| Ciclista | Ciclista             | Equipo                      | Tiempo          |
| 1.º | Jonathan Hivert      | Direct Énergie              | 8 h 11 min 12 s |
| 2.º | Jaime Rosón          | Caja Rural-Seguros RGA      | + 38 s          |
| 3.º | Henrique Casimiro    | Efapel                      | + 55 s          |
| 4.º | Richard Carapaz      | Movistar Team               | + 1 min 04 s    |
| 5.º | Frederico Figueiredo | Sporting-Tavira             | + 1 min 08 s    |
| 6.º | Óscar Sevilla        | Medellín-Inder              | + 1 min 11 s    |
| 7.º | António Carvalho     | W52-FC Porto                | + 1 min 14 s    |
| 8.º | Joaquim Silva        | W52-FC Porto                | + 1 min 19 s    |
| 9.º | Rodolfo Torres       | Androni-Sidermec-Bottecchia | + 1 min 30 s    |
| 10.º | Alessio Taliani      | Androni-Sidermec-Bottecchia | + 1 min 30 s    |

### 3ª etapa
| \| Clasificación de la etapa \| Clasificación de la etapa \| Clasificación de la etapa \| Clasificación de la etapa \| Clasificación de la etapa \| \| Ciclista \| Ciclista \| Equipo \| Tiempo \| \| \| ------------------------- \| ------------------------- \| ----------------------------- \| ------------------------- \| ------------------------- \| \| 1.º \| Carlos Barbero \| Movistar Team \| 3 h 37 min 16 s \| \| \| 2.º \| Mihkel Räim \| Israel Cycling Academy \| + 0 s \| \| \| 3.º \| Serguéi Shílov \| Lokosphinx \| + 0 s \| \| \| 4.º \| Eduard Prades \| Caja Rural-Seguros RGA \| + 0 s \| \| \| 5.º \| Tony Hurel \| Direct Énergie \| + 0 s \| \| \| 6.º \| Daniel Freitas \| W52-FC Porto \| + 0 s \| \| \| 7.º \| Andrea Vendrame \| Androni-Sidermec-Bottecchia \| + 0 s \| \| \| 8.º \| Lilian Calmejane \| Direct Énergie \| + 0 s \| \| \| 9.º \| Adrian González Velasco \| Euskadi Basque Country-Murias \| + 0 s \| \| \| 10.º \| Marvin Angarita \| Bolivia \| + 0 s \| \| |                         |                               |                 |
| |                         |                               |                 |
| Fuente: ProCyclingStats |                         |                               |                 |
| Clasificación de la etapa |                         |                               |                 |
| Ciclista | Ciclista                | Equipo                        | Tiempo          |
| 1.º | Carlos Barbero          | Movistar Team                 | 3 h 37 min 16 s |
| 2.º | Mihkel Räim             | Israel Cycling Academy        | + 0 s           |
| 3.º | Serguéi Shílov          | Lokosphinx                    | + 0 s           |
| 4.º | Eduard Prades           | Caja Rural-Seguros RGA        | + 0 s           |
| 5.º | Tony Hurel              | Direct Énergie                | + 0 s           |
| 6.º | Daniel Freitas          | W52-FC Porto                  | + 0 s           |
| 7.º | Andrea Vendrame         | Androni-Sidermec-Bottecchia   | + 0 s           |
| 8.º | Lilian Calmejane        | Direct Énergie                | + 0 s           |
| 9.º | Adrian González Velasco | Euskadi Basque Country-Murias | + 0 s           |
| 10.º | Marvin Angarita         | Bolivia                       | + 0 s           |

## Clasificaciones finales
- Las clasificaciones finalizaron de la siguiente forma:[1]

### Clasificación general
| \| Clasificación general \| Clasificación general \| Clasificación general \| Clasificación general \| Clasificación general \| \| Ciclista \| Ciclista \| Equipo \| Tiempo \| \| \| --------------------- \| --------------------- \| --------------------------- \| --------------------- \| --------------------- \| \| 1.º \| Jonathan Hivert \| Direct Énergie \| 11 h 48 min 28 s \| \| \| 2.º \| Henrique Casimiro \| Efapel \| + 55 s \| \| \| 3.º \| Richard Carapaz \| Movistar Team \| + 1 min 04 s \| \| \| 5.º \| Frederico Figueiredo \| Sporting-Tavira \| + 1 min 08 s \| \| \| 6.º \| Óscar Sevilla \| Medellín-Inder \| + 1 min 09 s \| \| \| 7.º \| António Carvalho \| W52-FC Porto \| + 1 min 14 s \| \| \| 8.º \| Joaquim Silva \| W52-FC Porto \| + 1 min 19 s \| \| \| 9.º \| Jesús del Pino \| Efapel \| + 1 min 28 s \| \| \| 10.º \| Rodolfo Torres \| Androni-Sidermec-Bottecchia \| + 1 min 30 s \| \| |                      |                             |                  |
| |                      |                             |                  |
| Fuente: ProCyclingStats |                      |                             |                  |
| Clasificación general |                      |                             |                  |
| Ciclista | Ciclista             | Equipo                      | Tiempo           |
| 1.º | Jonathan Hivert      | Direct Énergie              | 11 h 48 min 28 s |
| 2.º | Henrique Casimiro    | Efapel                      | + 55 s           |
| 3.º | Richard Carapaz      | Movistar Team               | + 1 min 04 s     |
| 5.º | Frederico Figueiredo | Sporting-Tavira             | + 1 min 08 s     |
| 6.º | Óscar Sevilla        | Medellín-Inder              | + 1 min 09 s     |
| 7.º | António Carvalho     | W52-FC Porto                | + 1 min 14 s     |
| 8.º | Joaquim Silva        | W52-FC Porto                | + 1 min 19 s     |
| 9.º | Jesús del Pino       | Efapel                      | + 1 min 28 s     |
| 10.º | Rodolfo Torres       | Androni-Sidermec-Bottecchia | + 1 min 30 s     |

## Evolución de las clasificaciones
| Etapa (Vencedor)                 | Clasificación general | Clasificación por puntos | Clasificación de la montaña | Clasificación de las metas volantes | Clasificación por equipos |
| -------------------------------- | --------------------- | ------------------------ | --------------------------- | ----------------------------------- | ------------------------- |
| 1.ª etapa (Alexandr Yevtushenko) | Alexandr Yevtushenko  | Alexandr Yevtushenko     | João Rodrigues              | Daniel Mestre                       | Efapel                    |
| 2.ª etapa (Jonathan Hivert)      | Jonathan Hivert       | Jonathan Hivert          | João Rodrigues              | Daniel Mestre                       | Androni Giocattoli        |
| 3.ª etapa (Carlos Barbero)       | Jonathan Hivert       | Jonathan Hivert          | João Rodrigues              | Daniel Mestre                       | Androni Giocattoli        |
| Clasificación final              | Jonathan Hivert       | Jonathan Hivert          | João Rodrigues              | Daniel Mestre                       | Androni Giocattoli        |